# Back on Indiana Avenue: The Carroll DeCamp Recordings
Back on Indiana Avenue: The Carroll DeCamp Recordings ist ein Jazzalbum von Wes Montgomery. Es enthält Aufnahmen der späten 1950er-Jahre und erschien bei Resonance Records am 13. April 2019, dem Record Store Day zunächst in einer auf 1500 Exemplare limitierten Edition, am 19. April als Doppel-Compact Disc. Die Edition, die sechste des Labels zu Montgomery, dokumentiert seine frühe Karriere in seiner Heimatstadt Indianapolis, die durch Studio- und Live-Aufnahmen des Pianisten-Arrangeurs Carroll DeCamp aus Indianapolis aufgenommen wurde.

## Hintergrund
Wie die vorangegangenen Alben Echoes of Indiana Avenue (2012), In the Beginning (2015) und One Night in Indy (2016) enthält Back on Indiana Avenue die Musik, die Montgomery in seiner Heimatstadt in den Jahren gemacht hat, bevor er nach seinem Plattenvertrag mit Riverside Records im Jahr 1959 berühmt wurde.
Zur Edition der bislang unbekannten Mitschnitte schrieb Produzent Zev Feldman: „Als wir Echoes of Indiana Avenue veröffentlichten, wussten wir nicht, woher die Bänder stammen, aber jetzt mit Back on Indiana Avenue wissen wir, dass sie vom großen Komponisten/Pianisten Carroll DeCamp stammten.“ Lewis Porter spürte mit Hilfe von Jamey Aebersold Carrolls Material mit den noch nicht veröffentlichten Aufnahmen von Wes Montgomery auf – fast drei Stunden Musikaufzeichnungen. Auf den DeCamp-Aufnahmen ist Montgomery in verschiedenen Konstellationen zu hören, darunter Klavierquartette, Orgel-Trios, Sextette und Schlagzeug-lose Trios im Stil derer von Nat King Cole. DeCamp machte zwar keine Aufzeichnungen über das Band-Personal, aber Porter und der verstorbene Musiker und Pädagoge David Baker recherchierten, dass es sich bei den Spielern um Kollegen wie Montgomerys Bruder Buddy, den langjährigen Organisten Melvin Rhyne und die Pianisten John Bunch und Carl Perkins handelte.
Die 22 Titel auf Back on Indiana Avenue umfassen „embryonale“ Versionen einiger der Nummern, die Montgomery bei seinen frühen Sessions für Riverside aufzeichnen würde, darunter ’Round Midnight, Jingles, Whisper Not, The End of a Love Affair. Weitere Titel waren Ecaroh, West Coast Blues, Four On Six, Mister Walker, Tune Up und Sandu.
In den Liner Notes des Albums befinden sich Essays des Jazz-Forschers Lewis Porter und des Co-Präsidenten und Produzenten von Resonance, Zev Feldman; des Weiteren Interviews mit den Jazzgitarristen George Benson und John Scofield sowie mit Jamey Aebersold und dem Gitarristen Royce Campbell, dem Neffen von Carroll DeCamp, dem verstorbenen Musiker und Arrangeur aus Indiana, der die auf dem Album zu hörende Musik festgehalten hat.
Die Veröffentlichung von Resonance setzte eine Wes Montgomery gewidmete Reihe fort, beginnend mit Smokin’ in Seattle: Live at The Penthouse (2017), die 1966 mit dem Pianisten Wynton Kelly entstanden waren, und Konzertaufnahmen aus dem französischen Rundfunk (In Paris: The Definitive ORTF Recording), die beide als Archiv-Veröffentlichungen des Jahres von Down Beat, JazzTimes und dem Jazz Critics Poll von NPR Music nominiert waren.

## Titelliste
- Wes Montgomery: Back on Indiana Avenue: The Carroll DeCamp Recordings (Resonance HCD-2036)
- Disc One
  1. Four on Six (4:45)
  2. Mr. Walker (3:45)
  3. ’Round Midnight (7:12)
  4. So What (4:56)
  5. The End of a Love Affair (4:25)
  6. Tune Up (4:34)
  7. West Coast Blues (3:14)
  8. Jingles (8:19)
  9. It’s You Or No One (4:29)
  10. Nothing Ever Changes My Love for You (5:56)
  11. Ecaroh (3:49)
  12. Sandu (4:26)
  13. Whisper Not (6:45)
- Disc Two:
  1. Stompin’ at the Savoy (7:26)
  2. It’s You or No One (Alternate Take) (9:21)
  3. Opus De Funk (6:52)
  4. Summertime (9:38)
  5. Between the Devil and the Deep Blue Sea (4:51)
  6. Easy Living (5:49)
  7. Four (5:36)
  8. I’ll Remember April (5:23)
  9. The Song Is You (8:48)

## Rezeption
Die Jazz-Zeitschriften Down Beat und Jazziz zählten das Album zu den wichtigsten Vinyl-Archiv- und Wiederveröffentlichungen des Frühjahrs 2019; das Magazin zitiert John Scofield mit den Worten: „[Montgomery] war damals der wichtige Mann in den 60er Jahren, also kannten ihn alle. Wenn Sie ein Kind waren und Jazzgitarre lernen wollten, stand er ganz oben auf der Liste.“